# Организационная патология
Организацио́нная патоло́гия — устойчивое нарушение оптимального функционирования и развития организации, неспособность её элементов выполнять заданные функции.

## История термина
Термин был введён польской исследовательницей Ядвигой Станишкис в рамках анализа организационных структур и их дисфункций.

## Варианты толкования
Среди ученых и исследователей возникло два смежных варианта толкования понятия:
- Оргпатология как отклонение процессов, протекающих в организации, и результатов её деятельности от существующей нормы.
- Оргпатология как сбой в протекании процессов, дисфункция её элементов и периодическое (либо систематическое) недостижение организацией заданных целей.

Первая трактовка определения использует понятие «нормы», которое носит субъективный характер для каждой организации в зависимости от её основных параметров (организационно-правовая форма, масштаб, сфера деятельности и др.).

## Виды организационных патологий
- Господство структуры над функцией

Зачастую по мере роста и развития организации в её структуре появляются новые подразделения. Однако они не всегда отвечают потребностям компании, то есть не подкреплены рациональными обоснованиями, не вносят должный вклад в её развитие. В таком случае речь идёт о господстве структуры над функцией. Взаимодействие между структурными элементами организации усложняется, достижение целей становится более трудоемким процессом, требующим дополнительного времени и материальных затрат.
- Бюрократия

Усложнение текущих процедур может нести неоправданный характер, сказываться на результатах деятельности компании и стратегических возможностях. Бюрократия, в данном случае, объясняется личностными характеристиками работников (желание показать собственную значимость, получить выгоду и др.).
- Автаркия подразделений

Сосредоточение подразделений на собственном круге деятельности, внутренних проблемах на фоне ослабления взаимодействия с другими структурными единицами. Сопровождается потерей значимых связей, сокрытием информации, затягиванием в разрешении задач разного уровня.
- Конфликты

Деструктивные конфликты с привлечением межличностных составляющих. Взаимодействие элементов организации начинает носить более личностный характер, что, в данном случае, снижает общий уровень эффективности организации и препятствует оптимальному достижению целей.
- Неуправляемость

Речь идёт о неуправляемости, препятствующей достижению целей компании. Может проявляться в низкой эффективности взаимодействия, рассогласованности действий и целей, неоправданных временных затратах на выполнение определённых процедур.
- Преобладание личных отношений над служебными

Родственные или дружеские взаимоотношения в рамках формального рабочего взаимодействия способны снизить эффективность принимаемых управленческих решений, поддерживая заинтересованных лиц. Результативность деятельности уходит на второй план.
- Разрыв между идеями и их реализацией

Зачастую руководители организации вдохновляются интересными идеями, как собственными, так и заимствованными из различных источников (литература, тренинги). Проблема возникает в тот момент, когда реализация идей затрудняется проблемами, существующими в организации, либо когда возникает конфликт между представлениями менеджеров о компании, её устройстве, ресурсах и реальном положении дел.
- Клика

Проявляется как удовлетворение собственных интересов сотрудниками компании в ущерб её интересам и целям за счет её ресурсов. Зачастую патология связана с развитием собственного бизнеса на базе имеющейся компании с использованием её оборудования, кадров, клиентуры.
- Двойное руководство

В случае отсутствия конструктивного взаимодействия провоцирует противоречивость стратегических и оперативных составляющих. Нарушается принцип единоначалия, возможно формирования противодействующих группировок внутри организации.

## Способы противодействия организационным патологиям
- Унификация данных, введение элементов управленческого учёта;
- Пересмотр порядка осуществления процедур;
- Перераспределение персонала в соответствии с его функциональным предназначением и потребностями организации;
- Снижение уровня централизации;
- Введение оптимального уровня контроля;
- Делегирование полномочий, разделение функций;
- Пересмотр организационного порядка;
- Формирование, либо совершенствование системы корпоративной культуры ;
- Формирование, совершенствование системы мотивации сотрудников;
- Введение этических стандартов, поощрений и благодарностей.